# حجة الوحي غير المتناسق

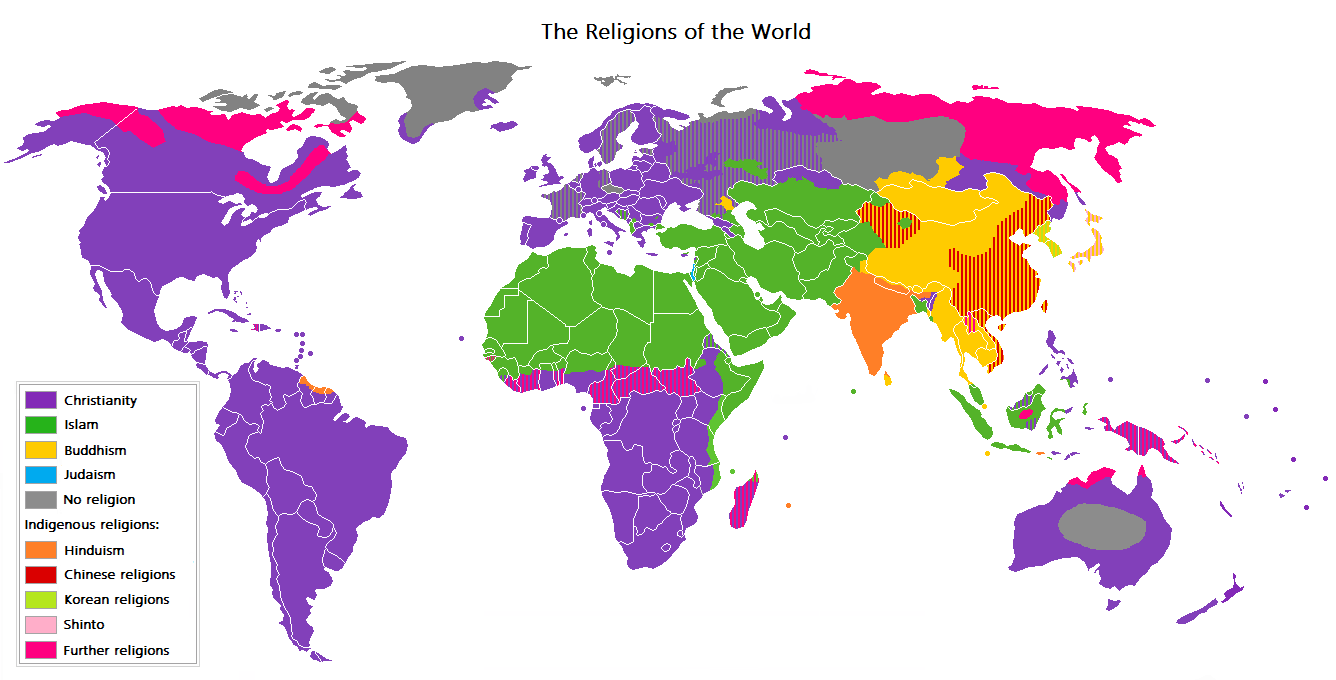

حجة الوحي غير المتناسق (بالإنجليزية: Argument from inconsistent revelations)‏ تعرف أيضاً بـمشكلة تجنب الجحيم الخاطئ وهي حجة ونقاش يعارض وجود الإله. وهي تدَّعي أن وجود الإله غير محتمل لأن كثيراً من علماء الإلهيات ومتبعي الديانات والمؤمنين يؤمنون بوحي متضارب يلغي بعضه بعضاً. تقول الحجة بأنه انطلاقاً من أن الشخص الذي لم يكشف له الوحي بشكل مباشر عليه أن يقبله أو يرفضه اعتماداً على مصداقية المؤيدين له فقط، وبما أنه ليس هناك طريقة يمكن بها لبشر عادي التأكد من هذه الادعاءات المتضاربة والتحقق من صحتها، فإنه من الأسلم احتفاظ الشخص برأيه في هذا المجال.
كما تناقش هذه الحجة صعوبة قول وجود أي إله واحد دون وحي شخصي. حيث أن كثيراً من الحجج التي تذكر تأييداً لوجود الإله ليست خاصة بديانة محددة ويمكن تطبيقها بنفس درجة الموثوقية تقريباً على ديانات كثيرة أخرى. وبذا فإن قبول أي ديانة محددة يتطلب رفض الديانات الأخرى، لكن عندما نواجه هذه الادعاءات المتنافسة فيما بينها في ظل غياب الوحي الشخصي المباشر، ترى الحجة أنه من الصعوبة بمكان الاختيار بينهم. وإذا تم كشف وحي شخصي مباشر لشخص غير مؤمن، فإن المشكلة المربكة ذاتها ستظهر عند كل شخص جديد يخبره المؤمن بالوحي. ويُردُ على تلك الحجة بأن القول بأن تعدد الديانات والمذاهب دليل على عدم وجود الله هو دليل باطل، لأن كثرة الفرق المدعية لانتماءها للحقيقة لا يعني أبداً انتفاء وجود الحقيقة.

## أمثلة محددة
يؤمن المسيحيون بأن المسيح هو مخلص العالم وابن الله بينما لا يؤمن بذلك المسلمون أو اليهود. وفي نفس الوقت يؤمن المسلمون أن القرآن هو وحي إلهي وهو منزّلٌ من الله بينما لا يؤمن المسيحيون أو اليهود بذلك. وهناك الكثير من الأمثلة عن وجهات النظر المتباينة والانقسامات في المبادئ الإيمانية والتي توجد حتى ضمن كل الديانات الرئيسية. الإسلام أو المسيحية على سبيل المثال فيهما العديد من المجموعات وطوائف التي ليست جميعها متوافقة.
يرتبط مفهوم الاستبعاد المتبادل Mutual exclusivity (أي عدم اعتراف كل ديانةٍ بشرعية الديانات الأخرى المختلفة بمعنىً يقترب من التكفير على عكس مفهوم التعددية الدينية) بشكل أساسي بالديانات الإبراهيمية. بينما الديانات الوثنية -التي كانت تاريخياً أكثر أنواع العبادة شيوعاً- كانت عادة متعددة الآلهة ومتوافقةً مع بعضها بعضاً. يمكن رؤية جذور الاستبعاد المتبادل في التوراة، حيث يؤمر اليهود باتباع رب إسرائيل مع استبعاد وترك أي رب آخر،
على نحوٍ يدعى الآن بالهنوثية.

## وصف رياضي
إذا افترضنا أن
- وجود إله ما مؤكد.
- يوجد رقم ما (ن) من التفسيرات المتباينة والتي تعتمد مبدأ الاستبعاد المتبادل والتي يمكن للمرء الإيمان بها.
- لا يوجد طريقة يمكن أن نعرف عن طريقها بشكل مسبق أي واحدة من هذه صادقة (إن وجدت).

عندها فإن احتمالية اختيار اتباع الديانة الصحيحة يساوي 1/ن (باستخدام رهان باسكال). على سبيل المثال إذا كان هناك أكثر من ديانتين متباينتين فإن احتمالية أن الشخص الذي اختار الإيمان بأي من الديانتين قد قام باختيار الدين الصحيح سيكون أقل من 50% أو النصف.
بما أن هناك المئات من الديانات موجودة في العالم وبعضها ينقسم إلى الكثير من الطوائف التي لديها تفسيراتها المتضاربة، فإن احتمالية أن تكون ديانة شخصٍ ما هي الديانة الصحيحة (مع استبعاد كل الديانات الأخرى) ضئيل جداً.

## ظهور الحجة
تظهر هذه الحجة في رواية كانديد وقاموس الفلسفة لفولتير. وتظهر أيضاً في تصريح دنيس ديدرو بأن «أي دلائل تساق للدلالة على وجود الإله في المسيحية أو أي ديانة أخرى» فإن إماماً إسلامياً يمكنه أن يقيم الحجة بالطريقة نفسها.

## الرد على الحجة
القول بأن تعدد الديانات والمذاهب دليل على عدم وجود الله هو دليل باطل، لأن كثرة الفرق المدعية لانتماءها للحقيقة لا يعني أبداً انتفاء وجود الحقيقة، فعلى سبيل المثال إذا لجأت مجموعة مختصمة من الأفراد إلى القضاء وكل فرد ادعى أنه هو صاحب الحق فلن يكون من العدل أو من الصواب أن يحكم القاضي بأنهم جميعاً على باطل بل ينبغي أن ينظر في ادعائاتهم والأدلة التي يقدمها كل طرف ويتبع الدليل اليقيني الذي يقوده إلى الحقيقة.
ومما يستدل به على بطلان هذه الحجة أيضاً هو أن أتباع الديانات والمذاهب المختلفة يتفقون على مبدأ وجود إله خالق لهذا الكون ولكنهم يختلفون في تحديد صفاته أو التشريعات التي أنزلها أو الأنبياء التي بعثها، فمن الباطل أن يدعي شخص أن الله غير موجود لأن الناس اختلفوا في تحديد صفاته على الرغم من أنهم اتفقوا على وجوده.[بحاجة لمصدر]

### الرد الإسلامي على الحجة
يعتقد المسلمون أن الله أرسل في الأمم السابقة أنبياء مبشرين ومنذرين يدعون أقوامهم إلى التوحيد وعبادة الله الواحد، وقد ورد ذكر بعضهم في القرآن ولم يرد ذكر آخرين منهم، وأن الأديان الموجودة في وقتنا الحاضر هي بقايا نبوات تعرضت للتحريف أو الضياع، ونجد اليوم في هذه الديانات بقايا من التوحيد والنبوات (قل نصيبها أو كثر)، ويؤمن المسلمون أن الله بعث خاتم الأنبياء والمرسلين محمد صلى الله عليه وسلم بالأدلة والبراهين اليقينية والمعجزات ليجدد دعوة التوحيد في قومه ويأمرهم بطاعة الله واتباع أوامره ونواهيه ودعوة الناس إلى سبيل الهداية، ويؤمن المسلمون أن الإسلام محفوظ من التبديل والتحريف والضياع بفضل الله ورعايته أولاً وبفضل الأسانيد المتصلة إلى الرسول المروية عن العدول الثقات وبفضل حفظ المسلمين لكتبهم بالصدور والسطور.